# Moutonneau
Moutonneau is een voormalige gemeente in het Franse departement Charente in de regio Nouvelle-Aquitaine en telt 102 inwoners (2009). De plaats maakt deel uit van het arrondissement Confolens. 

## Geschiedenis
Moutonneau is op 1 januari 2025 aangehecht aan de gemeente Aunac-sur-Charente die op 1 januari 2017 was gevormd door de fusie van de gemeenten Aunac, Bayers en Chenommet. Van deze voormalige gemeenten werd op dezelfde dag de status van commune déléguée opgeheven.

## Geografie
De oppervlakte van Moutonneau bedraagt 4,2 km², de bevolkingsdichtheid is dus 24,3 inwoners per km².
De onderstaande kaart toont de ligging van Moutonneau met de belangrijkste infrastructuur en aangrenzende gemeenten.

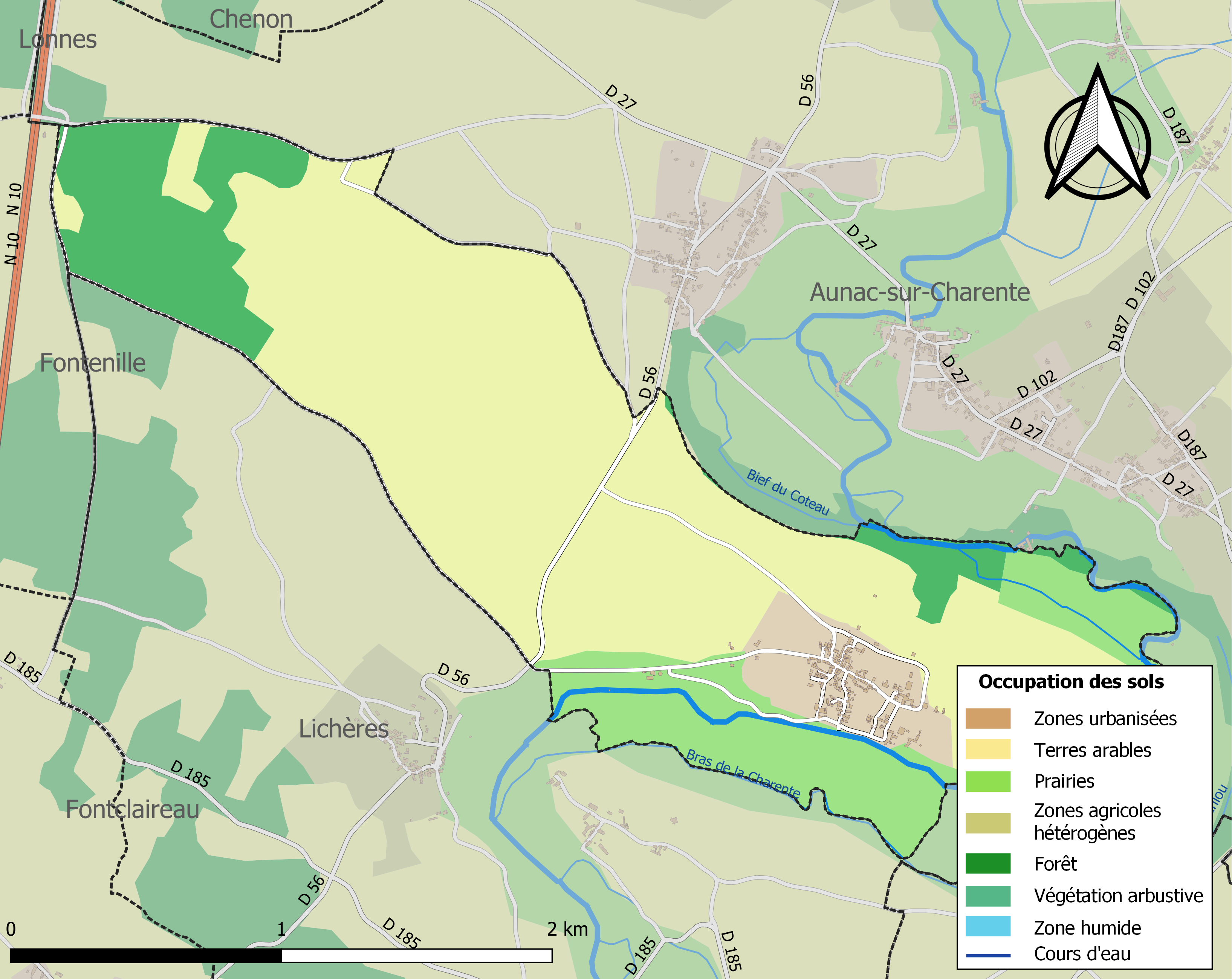

## Demografie
Onderstaande figuur toont het verloop van het inwonertal (bron: INSEE-tellingen).
Aunac · Bayers · Chenommet · Moutonneau